# Saison ABA 1968-1969
La seconde saison de l’American Basketball Association a été jouée en 1968-69. Du 18 octobre au 4 avril, les onze équipes engagées dans cette première saison ont joué chacune 78 matchs. Les playoffs ont conduit en finale les Oakland Oaks contre les Indiana Pacers, l'équipe d'Oakland remportant la victoire 4 matchs à 1,. Les champions en titre, les Pittsburgh Pipers vont quitter la ville avant le début de la saison sous l'impulsion de leur propriétaire, Gabe Rubin. La franchise rejoint alors le Minnesota.

## Saison régulière

### Classements
| Champion de division | Qualifié pour les playoffs |

 W = victoires, L = défaites, PCT = pourcentage de victoires, GB = retard (en nombre de matchs)
| Équipe            | W  | L  | PCT    | GB |
| ----------------- | -- | -- | ------ | -- |
| Indiana Pacers    | 44 | 34 | 56,4 % | -  |
| Miami Floridians  | 43 | 35 | 55,1 % | 1  |
| Kentucky Colonels | 42 | 36 | 53,8 % | 2  |
| Minnesota Pipers  | 36 | 42 | 46,2 % | 8  |
| New York Nets     | 17 | 61 | 21,8 % | 27 |

| Équipe                 | W  | L  | PCT    | GB |
| ---------------------- | -- | -- | ------ | -- |
| Oakland Oaks           | 60 | 18 | 76,9 % | -  |
| New Orleans Buccaneers | 46 | 32 | 59,0 % | 14 |
| Denver Rockets         | 44 | 34 | 56,4 % | 16 |
| Dallas Chaparrals      | 41 | 37 | 52,6 % | 19 |
| Los Angeles Stars      | 33 | 45 | 42,3 % | 27 |
| Houston Mavericks      | 23 | 55 | 29,5 % | 37 |

### Meilleurs joueurs
| Catégorie                  | Joueur        | Équipe                 | Statistique |
| -------------------------- | ------------- | ---------------------- | ----------- |
| Points par match           | Larry Jones   | Denver Rockets         | 28,4        |
| Rebonds par match          | Mel Daniels   | Indiana Pacers         | 16,5        |
| Passes décisives par match | Larry Brown   | Oakland Oaks           | 7,1         |
| % aux tirs                 | Jimmy Jones   | New Orleans Buccaneers | 53,5 %      |
| % aux lancers francs       | Rick Barry    | Oakland Oaks           | 88,8 %      |
| % à 3-points               | Darel Carrier | Kentucky Colonels      | 37,9 %      |

### Joueurs récompensés
- Rookie de l'année : Warren Jabali (Oakland Oaks)
- MVP de l'année : Mel Daniels (Indiana Pacers)
- Entraîneur de l'année : Alex Hannum (Oakland Oaks)
- MVP des playoffs : Warren Jabali (Oakland Oaks)
- All-ABA First Team:
  - Connie Hawkins, Minnesota Pipers
  - Rick Barry, Oakland Oaks
  - Mel Daniels, Indiana Pacers
  - Jimmy Jones, New Orleans Buccaneers
  - Larry Jones, Denver Rockets
- All-ABA Second Team:
  - John Beasley, Dallas Chaparrals
  - Doug Moe, Oakland Oaks
  - Red Robbins, New Orleans Buccaneers
  - Donnie Freeman, Miami Floridians
  - Louie Dampier, Kentucky Colonels
- All-Rookie Team:
  - Ron Boone, Dallas Chaparrals
  - Warren Jabali, Oakland Oaks
  - Larry Miller, Los Angeles Stars
  - Gene Moore, Kentucky Colonels
  - Walter Piatkowski, Denver Rockets

## Playoffs

### Règlement
Au premier tour et pour chaque division, l'équipe classée numéro 1 affronte l'équipe classée numéro 4 et la numéro 2 la 3. Une équipe doit gagner quatre matchs pour remporter une série de playoffs, avec un maximum de sept matchs par série.

### Arbre de qualification
|  | Division demi-finales | Division demi-finales | Division demi-finales | Division demi-finales |    |                | Division finales | Division finales | Division finales | Division finales |  |  | Finale ABA | Finale ABA | Finale ABA | Finale ABA |
|  |                       |                       |                       |                       |    |                |                  |                  |                  |                  |  |  |            |            |            |            |
|  |                       |                       |                       |                       |    |                |                  |                  |                  |                  |  |  |            |            |            |            |
|  |                       |                       |                       |                       |    |                |                  |                  |                  |                  |  |  |            |            |            |            |
|  | 1                     | Oakland Oaks          | 4                     | 4                     |    |                |                  |                  |                  |                  |  |  |            |            |            |            |
|  | 1                     | Oakland Oaks          | 4                     | 4                     |    |                |                  |                  |                  |                  |  |  |            |            |            |            |
|  | 3                     | Denver Rockets        | 3                     | 3                     |    |                |                  |                  |                  |                  |  |  |            |            |            |            |
|  | 3                     | Denver Rockets        | 3                     | 3                     | 1  | Oakland Oaks   | 4                | 4                |                  |                  |  |  |            |            |            |            |
|  |                       |                       |                       |                       | 1  | Oakland Oaks   | 4                | 4                |                  |                  |  |  |            |            |            |            |
|  |                       |                       | 2                     | New Orleans Bucs      | 0  | 0              |                  |                  |                  |                  |  |  |            |            |            |            |
|  | 4                     | Dallas Chaparrals     | 2                     | New Orleans Bucs      | 0  | 0              | 3                | 3                |                  |                  |  |  |            |            |            |            |
|  | 4                     | Dallas Chaparrals     |                       |                       |    |                |                  | 3                |                  |                  |  |  |            |            |            |            |
|  | 2                     | New Orleans Bucs      | 4                     | 4                     |    |                |                  |                  |                  |                  |  |  |            |            |            |            |
|  | 2                     | New Orleans Bucs      | 4                     | 4                     | O1 | Oakland Oaks   | 4                | 4                |                  |                  |  |  |            |            |            |            |
|  |                       |                       |                       |                       | O1 | Oakland Oaks   | 4                | 4                |                  |                  |  |  |            |            |            |            |
|  |                       |                       | E1                    | Indiana Pacers        | 1  | 1              |                  |                  |                  |                  |  |  |            |            |            |            |
|  | 1                     | Indiana Pacers        | E1                    | Indiana Pacers        | 1  | 1              | 4                | 4                |                  |                  |  |  |            |            |            |            |
|  | 1                     | Indiana Pacers        |                       |                       |    |                |                  |                  |                  |                  |  |  |            |            |            |            |
|  | 3                     | Kentucky Colonels     | 3                     | 3                     |    |                |                  |                  |                  |                  |  |  |            |            |            |            |
|  | 3                     | Kentucky Colonels     | 3                     | 3                     | 1  | Indiana Pacers | 4                | 4                |                  |                  |  |  |            |            |            |            |
|  |                       |                       |                       |                       | 1  | Indiana Pacers | 4                | 4                |                  |                  |  |  |            |            |            |            |
|  |                       |                       | 2                     | Miami Floridians      | 1  | 1              |                  |                  |                  |                  |  |  |            |            |            |            |
|  | 4                     | Minnesota Pipers      | 2                     | Miami Floridians      | 1  | 1              | 3                | 3                |                  |                  |  |  |            |            |            |            |
|  | 4                     | Minnesota Pipers      |                       |                       |    |                |                  | 3                |                  |                  |  |  |            |            |            |            |
|  | 2                     | Miami Floridians      | 4                     | 4                     |    |                |                  |                  |                  |                  |  |  |            |            |            |            |
|  | 2                     | Miami Floridians      | 4                     | 4                     |    |                |                  |                  |                  |                  |  |  |            |            |            |            |
|  |                       |                       |                       |                       |    |                |                  |                  |                  |                  |  |  |            |            |            |            |

Warren Armstrong, joueur d'Oakland, est désigné MVP des playoffs.